# Série de championnat de la Ligue américaine de baseball 1975
La Série de championnat de la Ligue américaine de baseball 1975 était la série finale de la Ligue américaine de baseball, dont l'issue a déterminé le représentant de cette ligue à la Série mondiale 1975, la grande finale des Ligues majeures.
Cette série trois de cinq débute le samedi 4 octobre 1975 et se termine le mardi 7 octobre par une victoire des Red Sox de Boston, trois matchs à zéro sur les Athletics d'Oakland.

## Équipes en présence
Les Athletics d'Oakland remportent en 1975, avec le meilleur rendement de la Ligue américaine et le deuxième meilleur de tout le baseball majeur, le championnat de la division Ouest. Gagnants de 98 parties de saison régulière, contre 64 défaites, les A's améliorent leur fiche de 8 victoires par rapport à l'année précédente et remportent un cinquième titre de section consécutif avec sept matchs de priorité sur le club de second rang, les Royals de Kansas City. Malgré le départ pour les Yankees de New York de leur lanceur étoile Catfish Hunter, Oakland compte toujours sur un lanceur partant de grande qualité en Vida Blue, sur le stoppeur étoile Rollie Fingers et sur le champion des coups de circuit de la Ligue américaine, Reggie Jackson.
Les Red Sox de Boston gagnent de leur côté leur premier championnat de division depuis 1967. Meneurs de la division Est avec un dossier de 95-65 en saison régulière, ils devancent par quatre matchs et demi et détrônent les Orioles de Baltimore, champions de cette division au cours des deux saisons précédentes. Les Red Sox comptent dans leurs rangs Fred Lynn, qui vient de connaître une magnifique saison et qui deviendra, au terme des éliminatoires, le premier (et seul en date de 2010) joueur de l'histoire des majeures à être élu joueur par excellence de sa ligue et recrue de l'année la même saison.
Boston participe à la Série de championnat pour la première fois depuis la création de cette ronde éliminatoire en 1969. Les Athletics y sont quant à eux familiers puisqu'ils y accèdent pour une cinquième fois de suite et s'y amènent en tant que triples champions du baseball après des victoires dans les Séries mondiales de 1972, 1973 et 1974.

## Déroulement de la série

### Calendrier des rencontres
| Match | Date      | Visiteur            | Hôte                | Score |
| ----- | --------- | ------------------- | ------------------- | ----- |
| 1     | 4 octobre | Athletics d'Oakland | Red Sox de Boston   | 1 - 7 |
| 2     | 5 octobre | Athletics d'Oakland | Red Sox de Boston   | 3 - 6 |
| 3     | 7 octobre | Red Sox de Boston   | Athletics d'Oakland | 5 - 3 |

### Match 1
Samedi 4 octobre 1975 au Fenway Park, Boston, Massachusetts.
| Athletics d'Oakland                                                                                       | 0 | 0 | 0 | 0 | 0 | 0 | 0 | 1 | 0 | 1 | 3 | 4 |
| Red Sox de Boston                                                                                         | 2 | 0 | 0 | 0 | 0 | 0 | 5 | 0 | X | 7 | 8 | 3 |
| Lanceurs partants : OAK : Ken Holtzman BOS : Luis Tiant Vic. : Luis Tiant (1-0) Déf. : Ken Holtzman (0-1) |   |   |   |   |   |   |   |   |   |   |   |   |

### Match 2
Dimanche 5 octobre 1975 au Fenway Park, Boston, Massachusetts.
| Athletics d'Oakland | 2 | 0 | 0 | 1 | 0 | 0 | 0 | 0 | 0 | 3 | 10 | 0 |
| Red Sox de Boston | 0 | 0 | 0 | 3 | 0 | 1 | 1 | 1 | X | 6 | 12 | 0 |
| Lanceurs partants : OAK : Vida Blue BOS : Reggie Cleveland Vic. : Roger Moret (1-0) Déf. : Rollie Fingers (0-1) Sauv. : Dick Drago (1) HRs : OAK : Reggie Jackson (1) BOS : Rico Petrocelli (1), Carl Yastrzemski (1) |   |   |   |   |   |   |   |   |   |   |    |   |

### Match 3
Mardi 7 octobre 1975 au Oakland-Alameda County Coliseum, Oakland, Californie.
| Red Sox de Boston | 0 | 0 | 0 | 1 | 3 | 0 | 0 | 1 | 0 | 5 | 11 | 1 |
| Athletics d'Oakland | 0 | 0 | 0 | 0 | 0 | 1 | 0 | 2 | 0 | 3 | 6  | 1 |
| Lanceurs partants : BOS : Rick Wise OAK : Ken Holtzman Vic. : Rick Wise (1-0) Déf. : Ken Holtzman (0-2) Sauv. : Dick Drago (2) |   |   |   |   |   |   |   |   |   |   |    |   |